# Uno scultore con cinque allievi
Uno scultore con cinque allievi è un dipinto realizzato in olio su tela da Bernardino Licinio e conservato nella collezione privata del duca di Northumberland, del castello di Alnwick.

## Storia e descrizione
La prima indicazione del quadro risale alla relazione di Fabio di Maniago del 1776 che lo citava nella collezione veneziana della Galleria Manfrin proveniente dalla raccolta Algarotti anche se nell'inventario realizzato subito la morte dell'Algarotti: «Catalogo de' quadri, de' disegni e de' libri che trattano dell'arte del disegno della Galleria del fu sig. conte Algarotti in Venezia» redatto da Selva Antonio, il quadro non risultava essere presente. La confusione che si era creata tra l'artista veneziano ma da famiglia proveniente dal bergamasco, con l'omonimo proveniente però da Pordenone portò anche questo dipinto a essere considerato non opera sua Il Maniago scrisse infatti: «Pordenone con i suoi allievi» considerando che il dipinto raffigurasse Alessandro Vittoria come indicato da Tommaso Temanza nel suo Storia di Alessandro Vittoria. Il dipinto fu venduto nel 1856 e inserito nella raccolta del duca di Northumberland nel castelo di Alnwick proveniente dalla collezione di Alexander Barker di Londra, ma come lavoro di Il Pordenone. Fu Cavalcasette il primo a farne una precisa descrizione inserendolo tra i lavori di Bernardino Licinio.
La tela ritrae l'artista posto davanti a un tavolo rotondo, completo di due statuette, un calamaio e un rotolino di carta, che regge una statua di Venere mutilata, circondato dai suoi cinque allievi, che impegnati nella realizzazione di disegni e sculture dell'antico le presentano al maestro chiedendone il giudizio. Tra le opere presentate vi sono due piccole statue raffiguranti la Venere accovacciata. Uno degli allievi tiene un disegno, anche questo raffigurante la Venere dove è inserita la scritta: "Vardè si sta ben sto disegno". Un secondo allievo posto sul lato opposto del maestro con espressione preoccupata, tiene tra le mani un piccolo manufatto e dice: "L'è dificile sta arte". Proprio queste scritte aveva avuto un'eco negativa con il critico Adolfo Venturi che ritenevano l'artista non in grado di comunicare attraverso la pittura e che quindi usava frasi scritte, scrisse infatti “l'incapacità espressiva del pittore, costretto a parlare con le scritte, indicate da quei muti attori”. Però Licinio non fu il solo artista a usare le parole sulle raffigurazioni, la medesima cosa era stata fatta già dal Lotto, e dal Previtali e non avevano avuto il medesimo giudizio negativo.
Il dipinto però è molto armonioso e non avrebbe richiesto la parte scritta essendo di facilissima comprensione che è viva e piacevole.Tra questi tre personaggi vi sono inseriti altri tre allievi che seguono attentamente gli eventi. Il dipinto fu più volte ritoccato, ma questi lavori non hanno alterato l'espressione stanca del maestro, quello preoccupato di un allievo e quello compassionevole di quello che è posto tra di loro. L'abbigliamento dei personaggi in particolare nel cappello piatto e la camicia stretta al collo hanno portato l'opera ad essere considerata del 1533 circa.